# Scytodes elizabethae
Scytodes elizabethae är en spindelart som beskrevs av William Frederick Purcell 1904. Scytodes elizabethae ingår i släktet Scytodes och familjen spottspindlar. Inga underarter finns listade i Catalogue of Life.